# Винтовки Тересы Каррар
«Винтовки Тересы Каррар» (нем. Die Gewehre der Frau Carrar) — пьеса немецкого поэта и драматурга Бертольта Брехта. Написана совместно с Маргарет Штеффин, по мотивам пьесы Дж.М. Синга «Скачущие к морю».

## Создание
Пьеса создавалась в период Национально-революционной войны в Испании (1937—1939). Прослеживая путь своей героини, муж которой погиб от рук фашистов, от неверия и пассивности к активному сопротивлению, Брехт стремился укрепить веру в успех антифашистского Сопротивления, разоблачить позицию смирения и непротивления злу.

## Постановка
Для постановки пьесы в Свободном немецком театре в Швеции (1939) Брехт написал к ней пролог и эпилог, что расширило её понимание в свете мировых исторических событий. Пьеса обошла многие сцены мира.
В Советском Союзе была поставлена в 1958 г. в Театре им. Евг. Вахтангова.
В 1964 году Гостелерадиофондом был поставлен радиоспектакль.

## Экранизации
В 1953 году в ГДР был снят одноимённый фильм en:Die Gewehre der Frau Carrar режиссёра Эгона Монка, в главной роли Тересы Каррар — Хелена Вайгель. В 1975 году этим же режиссёром фильм был переснят, в главной роли - Ханне Хиоб.
в 1969 году Центральным академическим театром Советской Армии поставлен одноимённый фильм-спектакль с Верой Капустиной в главной роли.